# 鲜卑准
鲜卑准，元朝将领，中山人（今河北省定州市）人，鲜卑氏，鲜卑仲吉的儿子。
鲜卑准充任管军千户，跟随札剌台火儿赤蒙古第六次攻打高丽。中统元年（1260年），被赐金符，蒙古内战，跟随忽必烈征阿里不哥，以功受上赏。中統三年（1262年），参与镇压李璮之乱。至元十年（1273年）担任侍卫亲军千户、昭武大将军、大都屯田万户，佩虎符，其后去世。其子鲜卑诚。